# БН мјузик
БН мјузик (изворно BN Music) јесте српска музичка издавачка кућа, ТВ канал и медијски дистрибутер са сједиштем у Бијељини (РС, БиХ). Основали су је Драган Дмитрук Чичак и Јелена Тришић 1. маја 2009. године. Изворно оснивање је било 1. децембра 2003. године (Иван Тодоровић). Директор продукције је Чичак.
Претходно име ове куће (до октобра 2009) било је ВИП продукција.
БН МЈУЗИК МЈУЗИК спада међу највеће издавачке куће на Балкану са преко 50 извођача.У почетку је била оријентисана на фолк и народну музику док данас претежно издаје музику ,,крајишких” извођача

## Најзначајнији извођачи
- Александер Дими
- Анабела[2]
- Баја Мали Книнџа
- Бојан Томовић
- Бора Дрљача
- Вера Матовић
- Весна Змијанац
- Давор Бадров
- Ди-џеј Крмак
- Дона Арес
- Драган Којић Кеба
- Душко Кулиш
- Ђогани
- Есад Плави
- Зоран Калезић
- Илда Шаулић
- Јасмин Јусић
- Јасмин Мухаремовић
- Јашар Ахмедовски
- Јелена Броћић
- Јован Перишић
- Луна[2]
- Маја Беровић
- Милена Плавшић
- Миломир Миљанић
- Милош Бојанић
- Мирослав Илић
- Митар Мирић
- Морена Марјановић
- Неда Украден
- Недељко Бајић Баја
- Нервозни Поштар
- Нино Решић
- Нихад Алибеговић
- Раде Лацковић
- Сања Малетић
- Сејо Калач
- Срђан Марјановић
- Стоја
- Ћана
- Уснија Реџепова
- Хасан Дудић
- Шеки Бихорац
- Шекиб Мујановић

извори: 